# Andamanen-Pompadourtaube
Die Andamanen-Pompadourtaube (Treron chloropterus) ist eine Art der Taubenvögel. Sie kommt auf einigen südostasiatischen Inseln vor. Sie galt lange als eine Unterart der Andamanen-Grüntaube, die Unterschiede zu dieser Art sind jedoch so ausgeprägt, dass sie als eigenständige Art durchgehend anerkannt ist.
Die Bestandssituation der Andamanen-Pompadourtaube wird von der IUCN mit potentiell gefährdet (near threatened) angegeben, da die Bestandszahlen stetig zurückgehen.

## Erscheinungsbild
Die Andamanen-Pompadourtaube erreicht eine Körperlänge von 27 Zentimeter. Sie ist eine mittelgroße, kompakt gebaute Taube mit einem kräftigen Schnabel, die etwas kleiner ist als eine Lachtaube. Der Geschlechtsdimorphismus ist nur geringfügig ausgeprägt. Die beiden Geschlechter unterscheiden sich überwiegend durch die Färbung des Mantels.
Der Vorderkopf, der Scheitel und der Nacken sind grau, die Zügel und der schmale Überaugenstreif sind olivfarben. Der Hinterhals ist dunkel olivfarben, der Mantel ist bei den Männchen blass kastanienbraun. Bei den Weibchen ist der Mantel dagegen grün.
Die kleinen Flügeldecken sind olivfarben. Die oberste Federreihe der mittleren Flügeldecken ist dunkel olivfarben mit leuchtend gelben Säumen. Die großen Flügeldecken sind schwarz mit schwefelgelben Säumen an den Außenfahnen. Die Armschwingen sind schwarz und weisen ebenfalls gelbe Säume auf. Die Handschwingen sind schwarz mit schmalen gelben oder weißen Säumen. Der Rücken ist dunkel olivfarben, der Bürzel ist limonengrün. Die mittleren Steuerfedern sind leuchtend olivfarben, die übrigen Steuerfedern sind auf der Oberseite olivfarben bis grau. Über die Steuerfedern verläuft ein breites blassgraues Endband.
Das Kinn, die Kehle und die vordere Brust sind matt olivfarben. Die Brust geht dann in ein Graugrün über. Der Bauch hat dieselbe Färbung. Die Schenkel sind dunkel graugrün und weisen in der Regel breite gelbe Säume auf. Die Unterschwanzdecken sind ziegelrot. Die Steuerfedern sind auf der Unterseite schwarz mit einem breiten blassgrauen Endband. Die Iris ist rosa mit einem blassblauen äußeren Ring. Der schmale Orbitalring ist blau. Die Wachshaut und die Schnabelbasis sind grünlich grau, die Schnabelspitze ist bläulich hornfarben. Die Füße sind ziegelrot.

## Verbreitungsgebiet
Das Verbreitungsgebiet der Andamanen-Grüntauben sind die Andamanen und Nikobaren. Die Inseln der Andamanen liegen etwa 300 Kilometer südsüdwestlich von Kap Negrais an der Westspitze der Irawadi-Division von Myanmar (Burma). Hauptinseln sind North, Middle und South Andaman Island (gleichzeitig die Hauptinseln von Great Andaman). Den südlichen Abschluss der Inselkette bildet Little Andaman. Die Gesamtfläche der Inseln beträgt 6.408 Quadratkilometer. Die Nikobaren liegen über 100 km südlich der Inselgruppe der Andamanen, über 600 km westlich von Malaysia, ungefähr 200 km nördlich der indonesischen Insel Sumatra und über 1300 km südöstlich vom indischen Subkontinent.
Die Andamanen-Pompadourtaube ist im Süden der Inselkette vergleichsweise häufig. Auf den Nikobaren, wo sie relativ stark bejagt wird, ist sie dagegen deutlich seltener. Der Lebensraum sind feuchte immergrüne Wälder der Tiefebenen. Sie kommt sowohl in Primärwald als auch Sekundärwald vor.

## Lebensweise
Die Andamanen-Pompadourtaube kommt überwiegend in kleinen Trupps von bis zu einem dutzend Individuen vor. An sehr reichhaltig fruchttragenden Bäumen kann es auch zu Ansammlungen von größeren Trupps kommen.
Das Nahrungsspektrum umfasst eine sehr große Bandbreite an Früchten, Beeren und Knospen. Eine besondere Rolle in der Ernährung spielen Feigen, die die Tauben gewöhnlich direkt vom Ast picken. Auf den Boden kommt diese Taube überwiegend nur zum Trinken.
Die Brutzeit fällt auf den Andamanen in den Zeitraum von Februar bis Juni. Das Nest ist taubentypisch eine lose Plattform aus kleinen Ästchen. Das Gelege besteht aus zwei Eiern. Beide Elternvögel sind an der Bebrütung der Eier beteiligt. Die Nestlinge schlüpfen 12 bis 14 Tage nach Brutbeginn.